# Alais, Yselda e Carenza
Alais (... – ...), 
Yselda, o Iselda, da Isold (... – ...), e 
Carenza (... – ...) sono state autrici della tenzone in occitano Na Carenza al bel cors avinen ("Signora Carenza dal bel corpo avvenente"). Alais e Yselda erano due giovani nobili trobairitz, probabilmente sorelle o suore, mentre Carenza era una donna anziana.
Le prime due stanze della loro poesia sono state composte da Alais e Yselda mentre le ultime due (le più difficili da interpretare) da Carenza. Magda Bogin e Peter Dronke leggono il verso di apertura di entrambe le stanze come l'inizio con la dedica N'Alais i na Iselda ("Signora Alais e signora Yselda"). C'è, tuttavia, un'interpretazione alternativa che vede la dedica come a una "N'Alaisina Iselda". In base a questa interpretazione, vi sono due, non tre, interlocutrici nella poesia: Carenza e Alaisina Yselda (talvolta Alascina, entrambi diminutivi di Alais). All'interno della poesia, a favore della molteplicità delle giovani donne vi è la frase nos doas serors ("noi due sorelle"), in contrasto con l'uso continuo della prima persona singolare. La poesia si è conservata in una collezione di coblas esparsas nell'unico canzoniere italiano.
Chiunque scrisse la composizione, Na Carenza al bel cors avinen è complessa e si sottrae a una piena comprensione. Bogin arriva addirittura a classificare gli ultimi quattro versi della parte di Carenza come trobar clus, facendo di essa il secondo caso nella letteratura delle trobairitz subito dopo quello di Lombarda. Il linguaggio è religioso in alcuni punti (gran penedenza, grande penitenza) e in altri colloquiale (las tetinhas, le mammelle). Il riferimento di Carenza al matrimonio con Coronat de Scienza ("Coronato da conoscenza") ha fatto aggrottare le sopracciglia. L'oscura frase è forse un nome cataro o gnostico per Gesù Cristo, e forse addirittura un icastico senhal (significante) ortodosso per Dio. Parallela alla dicotomia lessicale colloquiale/religiosa vi è il generale contrasto nel tenore tra le porzioni "serie" e "giocose" del testo. I riferimenti alle mammelle sformate di Carenza sono bilanciati dalla richiesta zelante delle sorelle di risposte alle loro domande in merito alle decisioni maritali.
Secondo Bogin, Carenza sta raccomandando alle sue interlocutrici di evitare il matrimonio terreno e "sposare Dio". In base all'interpretazione di Pierre Bec, tuttavia, Carenza raccomanda il matrimonio a un chierico colto, il quale apprezzerà la verginità e dando a lei un figlio glorioso (filh glorios). Renat Nelli spiega l'intera discussione come un esercizio cataro alla rinuncia del mondo, mentre Angelica Rieger la tratta come un tenso tradizionale che discute il valore del matrimonio. Forse l'interpretazione meno convenzionale è stata avanzata da Patrician Anderson, il quale teorizza il componimento come una satira della Midons ("mia donna"), la quale sceglie un convento per amor di vanità (un punto importante delle stanze delle sorelle è il sacrificio fisico del matrimonio per la moglie). Carenza perciò rappresenta la vergine, Alais la contadina e Iselda la nobildonna; insieme sono "un'unica donna".
Intertestualmente, Na Carenza ha legami con i lavori di Arnaut de Maruelh e con la corte di Azalais, la figlia di Raimondo V di Tolosa e moglie di Ruggero II Trencavel.
Tenso
[Alaisina]

Na Carenza al bel cors avenenz,

donaz conseil a nos doas serors,

e car saubez mielç triar la meilors,

consilhaz mi second vostr’escienz.

Penre marit, a vostra conoscenza

o starai mi pulcela et si m’agenza,

que far fillos non cuiç que sia bos

e ssens marit mi par trop anguisos.

[Carenza]

N’Alaisina Yselda, ’nenghamenz,

prez e beltatz, iovenz, frescas colors

conosc c’avez, cortisia et valors

sobre tottas las autras conoscenz,

per qu’ie·us conseil, per far bona semenza,

penre marit coronat de scienza,

en cui farez fruit de fil glorios.

Retenguta·s pulsela qui l'epus.

[Alaisina]

Na Carenza, penre marit m’agenza,

mas far infanz cuiz qu’es gran penitenza,

que las tetinas penden aval jos

el lasc ventril aruat e ’nnoios.

[Carenza]

N’Alascina ’Yselda, sovinenza

aiaç de mi: in l’umbra de ghirenza,

quant isiretz, preiatz lo Glorïos

qu’al departir mi ritenga pres vus.
[Alaisina]

Carenza dal bel corpo avvenente,

consiglia a noi due sorelle;

poiché sai meglio trar lo migliore,

consigliatemi secondo vostra scienza.

Prender marito, di vostra conoscenza

o restar vergine, se a me piace,

che far figli non credo sia buono

e senza marito mi par troppo dura.

[Carenza]

Alaisina Yselda, sapienza,

pregio e beltà, giovin, freschi colori

so che avete, e cortesia e valori

sopra tutte le altre donne,

per cui bisogna, per far buona semenza,

prender marito coronato di scienza,

con cui far frutto di figlio glorioso.

Ritenetevi vergin che egli sposa.

[Alaisina]

Carenza, prender marito m’alletta,

ma far bimbi è una gran penitenza,

perché i seni pendon giù flosci

lasciando al ventre rughe e noie.

[Carenza]

N’Alascina ’Yselda, ricordo di me

serbate: nell’ombra protettiva,

quando irete, pregate il Glorioso

che mi tenga al partir con voi.